# サンタ・マルガリータ
サンタ・マルガリータ号 (Santa Margarita) は1622年にキーウェスト島から約40マイル (64 km)のフロリダキーズ周辺で ハリケーンにより沈没したスペインの船。
サンタ・マルガリータの武勇伝は、1622年に始まった。船名はホームレス、助産師及び改心した売春婦の守護聖人に因んで付けられた。600トンのスペインのガレオン船で、25門の大砲で武装していた。28隻からなる艦隊の一隻として、新大陸から略奪した財宝を積み、スペインへ航海した。記録では、166,574枚の“pieces of eight”銀貨、約10,000ポンド、550個以上の銀の延べ棒、bars、discs、bitsの形の9,000オンスを超える金を運んだ。
スペイン王に20%の税を支払うことを避けるため、未登録の財宝を隠し、密輸していた。また、銅、銀、インディゴや、役員、乗客、乗組員の個人的な所有物として医療器具、航法計器、金貨、想像を絶する程豪華な貴重な宝石などの富を運んだ。
スペインや船の債権者は心配そうに艦隊の到着を待っていた。財宝により、王室の財源を補充し、ローンを返済し、王国を苦しめる財政難を軽減するためである。しかし、そこに悪い知らせが到着した。9月4日にキューバの島を離れ、艦隊は急速に発展した嵐に巻き込まれた。数日以内に、艦隊の他の5隻の船と共に、フロリダ海峡 the Marqueses Keys周辺で難破した。550人の乗客と乗組員が溺死、内142名が同号の犠牲者である。世界の覇権を握り、インド諸島の富によって栄えつつも、深刻な後退状況にあるスペインにとって、この損失は非常に大きな痛手となった。
ギリシャ語でマルガリータ(英：Margarita、希：margarite)は真珠を意味し、サンタ・マルガリータや他の艦隊の死傷者を見つけ、救助しようとする最初の試みは、ほとんどすぐにスペインの船乗りキャプテン、ガスパル・デ・バルガスによって実施された。彼は、真珠貝採りの潜水夫を、彼らの技術を利用するため、マルガリータ島から呼び寄せた。
その後、1624年、ハバナの政治家フランシスコ・メリアンはガレオン艦隊の王室のサルベージ契約を得た。彼が、ダイバーが水中作業中に呼吸し、目視可能な素晴らしい機器を製造した。それは潜水鐘であり、財宝の引き揚げが可能となった。
頻繁に天候やオランダ海軍により邪魔されたが、彼は、数年間に渡り、ガレオン船から財宝を引き揚げる、ある程度の成功を収め続けた。しかし、最終的には捜索と回収は不可能となり、作業を終了し、莫大な財宝は、フロリダ海峡の深い流砂に埋もれたままとなった。そして、忘れ去れていった。しかし、メリアンの作業記録は、スペインの記録保管所に虫食いだらけの文書として残っていた。そして21世紀、起業家W・キース・ウェッブによって捜索及びサルベージ会社ブルー・ウォーター・ベンチャーズが設立された。後に歴史家ユージン・リヨン博士によるトレジャーハンターのメル・フィッシャーの大規模な調査が実施された結果、サンタ・マルガリータの一部が1980年に発見された。ウェッブは“The rest — multi-millions in treasures and artifacts — is still out there,”、“Remote sensing technology has progressed dramatically since the last significant finds occurred, and this advancement prompted me to contact Mel Fishers Treasures, the company that holds the federal permit to search the area. I proposed a joint-venture partnership whereby I would bring my own team, vessels, and technology to work.”と言った。両者の提携が合意に達し、ウェッブは歴史家リヨン博士を含む世界クラスの専門家を募集し始めた。考古学者ジェームズ・シンクレア、 運用管理者、第2世代の捜索及び回収の専門家のダン・ポーターなどが参加した。ブルー・ウォーター社の最高技術顧問のキャプテン・ポーターとMFT業務担当副社長のゲイリー・ランドルフはすぐに古い海図をデジタル化し始めた。
この専門家の知識、経験やスキル、資源と技術に裏打ちされ、運の良さも相まって20年以上の作業の中で最も大きな成功したがもたらされた。これまでにブルー・ウォーター・ベンチャーズによって引き揚げられたサンタ・マルガリータの財宝の価値は1600万ドルを超える。捜索と引き揚げは、投資家から資金を提供され、正式な法的裁定と分配手順に従って、毎年分け前が分配されている。
サンタ・マルガリータは嵐により、破壊され、残骸が散らばった。長い時間をかけて木材は崩壊し、残骸と積み荷は深い砂や泥に埋もれてしまった。すべての発見を記録することによって、散乱パターンを識別が可能になり、それは最終的に実質的な堆積物を指し示す。現在、さらに北を捜索し、その会社の主力捜索船ブルー・ウォーター・ローズの乗組員は、精巧な金工芸品、鎖、宝石、金の延べ棒、珍しい銀貨、 金および水晶宗教的遺物、魅惑的な純金の爪楊枝、耳かきスプーン、壮大な純金聖杯、さらに積み荷のリストには記載されていない-16個の鉛箱、マルガリータ島産と思われる希少で貴重な天然真珠184個を発見した。
発見物は現在キーウェストのメル・フィッシャー海洋博物館で展示されている。